# Thraulodes brunneus
Thraulodes brunneus är en dagsländeart som beskrevs av Jurij Ivanovich Koss 1966. Thraulodes brunneus ingår i släktet Thraulodes och familjen starrdagsländor. Inga underarter finns listade i Catalogue of Life.